# 긴코짧은꼬리주머니쥐
긴코짧은꼬리주머니쥐(Monodelphis scalops)는 주머니쥐과에 속하는 남아메리카 주머니쥐의 일종이다. 아르헨티나와 브라질에서 발견된다.